# Mantispa finoti
Mantispa finoti is een insect uit de familie van de Mantispidae, die tot de orde netvleugeligen (Neuroptera) behoort. 
Mantispa finoti is voor het eerst wetenschappelijk beschreven door Navás in 1909.